# Jupiaba
Genre
Jupiaba est un genre de poissons d'eau douce téléostéens de la famille des Characidae (ordre des Characiformes).

## Liste des espèces
Selon World Register of Marine Species (3 mai 2024) :
- Jupiaba abramoides (Eigenmann, 1909)
- Jupiaba acanthogaster (Eigenmann, 1911)
- Jupiaba ajuricaba (Marinho & Lima, 2009)
- Jupiaba anterior (Eigenmann, 1908)
- Jupiaba anteroides (Géry, 1965)
- Jupiaba apenima Zanata, 1997
- Jupiaba asymmetrica (Eigenmann, 1908)
- Jupiaba atypindi Zanata, 1997
- Jupiaba citrina Zanata & Ohara, 2009
- Jupiaba elassonaktis Pereira & Lucinda, 2007
- Jupiaba essequibensis (Eigenmann, 1909)
- Jupiaba iasy Netto-Ferreira, Zanata, Birindelli & Sousa, 2009
- Jupiaba keithi (Géry, Planquette & Le Bail, 1996)
- Jupiaba kurua Birindelli, Zanata, Sousa & Netto-Ferreira, 2009
- Jupiaba maroniensis (Géry, Planquette & Le Bail, 1996)
- Jupiaba meunieri (Géry, Planquette & Le Bail, 1996)
- Jupiaba minor (Travassos, 1964)
- Jupiaba mucronata (Eigenmann, 1909)
- Jupiaba ocellata (Géry, Planquette & Le Bail, 1996)
- Jupiaba paranatinga Netto-Ferreira, Zanata, Birindelli & Sousa, 2009
- Jupiaba pinnata (Eigenmann, 1909)
- Jupiaba pirana Zanata, 1997
- Jupiaba poekotero Zanata & Lima, 2005
- Jupiaba polylepis (Günther, 1864)
- Jupiaba poranga Zanata, 1997
- Jupiaba potaroensis (Eigenmann, 1909)
- Jupiaba scologaster (Weitzman & Vari, 1986)
- Jupiaba yarina Zanata, 1997
- Jupiaba zonata (Eigenmann, 1908)

## Classification
Le nom valide complet (avec auteur) de ce taxon est Jupiaba Zanata (d), 1997,. Son espèce type est Jupiaba poranga.
Jupiaba a pour synonyme :
- Jubiaba

### Étymologie
Le nom générique, Jupiaba, est la combinaison des mots en tupi ju, « épine », et piaba, « petit poisson de rivière », et fait référence aux os pelviens en forme de colonne vertébrale. Par ailleurs piaba est également le nom vernaculaire local pour les espèces de ce genre.

### Publication originale
- (pt + en) Angela Maria Zanata, « Jupiaba, um novo gênero de Tetragonopterinae com osso pélvico em forma de espinho (Characidae, Characiformes) », Iheringia. Serie Zoologia, Fundación Zoobotánica de Rio Grande do Sul (d) et inconnu, vol. 83,‎ 30 octobre 1997, p. 99-136 (ISSN 0073-4721 et 1678-4766, OCLC 2447496, lire en ligne).